# جب غبشة
جب غبشة  قرية سوريّة تتبع إداريّاً لمحافظة حلب منطقة جبل سمعان ناحية حريتان، بلغ تعداد سكانها 757 نسمة حسب التعداد السكاني لعام 2004.